# Viejos son los trapos
Viejos son los trapos fue un programa de televisión, del género humorístico donde los ancianos hacen bromas, emitido por la cadena Telefe de Argentina todos los domingos a la medianoche.

## Historia
Principalmente Telefe había anunciado en 2016 que el programa se iba a empezar en enero de 2017 pero tras la compra de Telefe por parte de Viacom y cambios en la programación se decidió posponer el comienzo del ciclo humorístico. El programa ofrece a abuelos como cómplices de bromas pesadas por las calles estadounidenses. Finalmente el programa se empezó a emitir el lunes 8 de enero.